# Dominique Aplogan
Dominique Aplogan (* 25. April 1913 in Abomey, Kolonie Dahomey; † 3. November 1989) war ein Politiker der Republik Dahomey, der verschiedene Ministerposten bekleidete.

## Leben
Dominique Aplogan stammte aus einer Häuptlingsfamilie und erhielt eine medizinische Ausbildung. Nach der Autonomie der bisherigen Kolonie Dahomey am 4. Dezember 1958 begann er seine politische Laufbahn und war zwischen 1959 und 1960 Mitglied der Nationalversammlung. Im Februar 1962 wurde er von Hubert Maga, der seit dem 1. August 1960 erster Präsident der nunmehr unabhängigen Republik Dahomey war, als Staatssekretär für afrikanisch-madagassische Angelegenheiten in die Regierung berufen. 1963 fungierte er als Minister für Post und Telekommunikation in der Regierung Maga. In der Regierung von Präsident Christophe Soglo bekleidete er 1967 zunächst für zwei Monate das Amt als Staatsminister für Verteidigung und war im Anschluss bis Dezember 1967 nochmals Minister für Post und Telekommunikation sowie in Personalunion Minister für öffentliche Arbeiten und Transport der Regierung Soglo.